# Roy Meyer

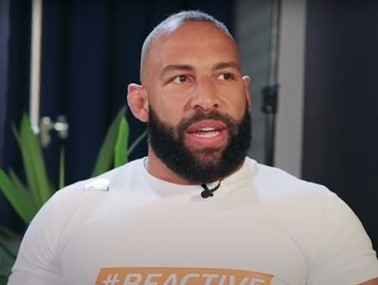
Roy Meyer (2020)

Roy Meyer (* 4. Juni 1991 in Breda) ist ein niederländischer Judoka. 2019 und 2021 gewann er bei den Weltmeisterschaften eine Bronzemedaille im Schwergewicht, nachdem er 2017 bereits Europameisterschaftsdritter war.

## Sportliche Karriere
Der 1,86 m große Roy Meyer kämpfte immer im Schwergewicht. 2010 war er U20-Europameister, bei den U20-Weltmeisterschaften gewann er vier Wochen später eine Bronzemedaille. 2012 siegte er bei den U23-Europameisterschaften. 2014 gewann er in Sofia sein erstes Weltcup-Turnier. Bei den Europameisterschaften 2014 in Montpelier belegte er den siebten Platz, nachdem er im Viertelfinale gegen den Georgier Adam Okruaschwili verloren hatte. Vier Monate später bei den Weltmeisterschaften 2014 in Tscheljabinsk bezwang er Okruaschwili im Achtelfinale, verlor aber dann im Viertelfinale gegen den Brasilianer David Moura. In der Hoffnungsrunde besiegte Meyer den Kirgisen Juri Krakowezki und verlor im Kampf um Bronze gegen den Brasilianer Rafael Silva. Im November 2014 belegte Meyer den dritten Platz beim Grand-Slam-Turnier in Abu Dhabi.
Im Mai 2015 unterlag er im Finale des Grand-Slam-Turniers in Baku dem Ungarn Barna Bor. Sechs Wochen danach fanden ebenfalls in Baku die Europaspiele 2015 statt, in deren Rahmen auch die Europameisterschaften 2015 ausgetragen wurden. Meyer unterlag im Viertelfinale dem Israeli Or Sasson und belegte den siebten Platz. Im Oktober 2015 gewann Meyer seinen einzigen niederländischen Meistertitel. Nach zwei dritten Plätzen beim Grand-Slam-Turnier in Paris 2015 und 2016 erreichte er beim Grand-Slam-Turnier in Baku wie 2015 das Finale, diesmal unterlag er dem Ukrainer Jakiw Chammo. Bei den Olympischen Sommerspielen 2016 in Rio de Janeiro bezwang er in seinem ersten Kampf nach 44 Sekunden Deo Gracia Ngokaba aus der Republik Kongo, im Achtelfinale besiegte er den Südkoreaner Kim Sung-min nach 4:01 Minuten. Im Viertelfinale unterlag Meyer in einem Kampf über fünf Minuten dem Israeli Or Sasson. Nach der Niederlage gegen Rafael Silva belegte Meyer den siebten Platz.
Bei den Europameisterschaften 2017 in Warschau unterlag Meyer im Halbfinale dem Georgier Guram Tuschischwili, im Kampf um Bronze besiegte er Harun Sadiković aus Bosnien-Herzegowina. Vier Monate später bei den Weltmeisterschaften 2017 in Budapest unterlag Meyer in seinem Auftaktkampf dem Kubaner Álex García. 2018 bei den Europameisterschaften in Tel Aviv verlor Meyer im Viertelfinale gegen den Russen Tamerlan Baschajew. Nach einem Sieg über den Ukrainer Oleksandr Hordijenko verlor Meyer den Kampf um Bronze gegen den Österreicher Stephan Hegyi. Bei den Weltmeisterschaften 2018 in Baku verlor Meyer im Viertelfinale gegen Guram Tuschischwili und belegte den siebten Platz. Die Europameisterschaften 2019 fanden im Rahmen der Europaspiele 2019 in Minsk statt. Meyer verlor im Viertelfinale gegen Ushangi Kokauri aus Aserbaidschan und belegte den siebten Platz. Zwei Monate später fanden in Tokio die Weltmeisterschaften 2019 statt. Meyer unterlag im Viertelfinale dem Tschechen Lukáš Krpálek. Mit Siegen über den Brasilianer David Moura und den Georgier Guram Tuschischwili erkämpfte Meyer eine Bronzemedaille. Im April 2021 erreichte Meyer das Viertelfinale bei den Europameisterschaften in Lissabon und verlor dann gegen seinen Landsmann Henk Grol. Nach einem Sieg in der Hoffnungsrunde verlor Meyer den kampf um Bronze gegen den Georgier Tuschischwili. Anderthalb Monate später unterlag Meyer im Viertelfinale der Weltmeisterschaften in Budapest dem Georgier Gela Zaalischwili. Nach einem Sieg über den Tadschiken Temur Rahimow gewann Meyer auch den Kampf um Bronze gegen Rafael Silva.
Roy Meyer begann bei Majaheicha Ryu in Breda mit dem Judo, 2009 wechselte er zu Rotterdam Budokan. Bis 2018 war Meyer auch beim TSV München Großhadern aktiv, mit dem er 2015 Deutscher Mannschaftsmeister wurde.